# Batalha de Toulouse (1814)
A Batalha de Toulouse (10 de abril de 1814) foi uma das batalhas finais das Guerras Napoleônicas, quatro dias depois que  Napoleão deu rendição do Império Francês para as nações da Sexta Coligação. Depois empurrou o desmoralizado e desintegrado exército imperial francês de Espanha em uma campanha difícil no outono anterior, os exércitos anglo-lusos e espanhol sob o comando do Marquês de Wellington prosseguiu a guerra no sul de França, na primavera de 1814.
Toulouse, a capital regional, foi defendida bravamente pelo marechal Soult. Uma divisão britânica e duas divisões espanholas ficaram gravemente maltratadas em combates sangrentos em 10 de abril, com perdas superiores as aliados contra as baixas francesas por 1.400. Como Wellington puxou de volta para reorganizar suas unidades destroçadas, Soult manteve-se na cidade por mais um dia antes de orquestrar uma fuga da cidade, com todo o seu exército.
A entrada de Wellington, na manhã de 12 de abril foi aclamada por um grande número de franceses monarquistas, validando medos anteriores de Soult de potenciais elementos da quinta coluna dentro da cidade. Naquela tarde, a palavra oficial da abdicação de Napoleão e o fim da guerra chegou a Wellington. Soult concordou com um armistício em 17 de abril.